# The Underground Railroad
Cet article concerne la série télévisée. Pour le roman de Colson Whitehead sur lequel elle est basée, voir Underground Railroad.
Ne doit pas être confondu avec Chemin de fer clandestin.
The Underground Railroad est une mini-série américaine en dix épisodes d'environ 58 minutes réalisée par Barry Jenkins et basée sur le roman éponyme écrit par Colson Whitehead, lauréat du prix Pulitzer de la fiction et du National Book Award. La série a été mise en ligne le 14 mai 2021 sur Prime Video.
Le récit suit le périple de Cora, une jeune femme qui tente de se libérer de l'esclavage, à travers différents États du Sud des États-Unis, dans les années 1850, avant la Guerre de Sécession. Un chasseur d'esclaves, Arnold Ridgeway, la poursuit et tente de la retrouver pour la restituer aux frères Randall, qui en ont la propriété.
Basée sur la réalité historique de la condition des esclaves en fuite à cette époque, la série met en scène l’Underground Railroad, un réseau clandestin d'aide aux fugitifs, matérialisé sous la forme d'un chemin de fer réel. Composé de refuges, de routes et de différents moyens de transport, il a permis à plusieurs dizaines de milliers de personnes de fuir les plantations esclavagistes du Sud des États-Unis vers le Mexique et les États du Nord. Dans l’imaginaire américain, ce réseau est un véritable chemin de fer souterrain. Cette idée a inspiré Colson Withehead pour l'écriture du roman dont est adaptée la série.

## Production et réalisation

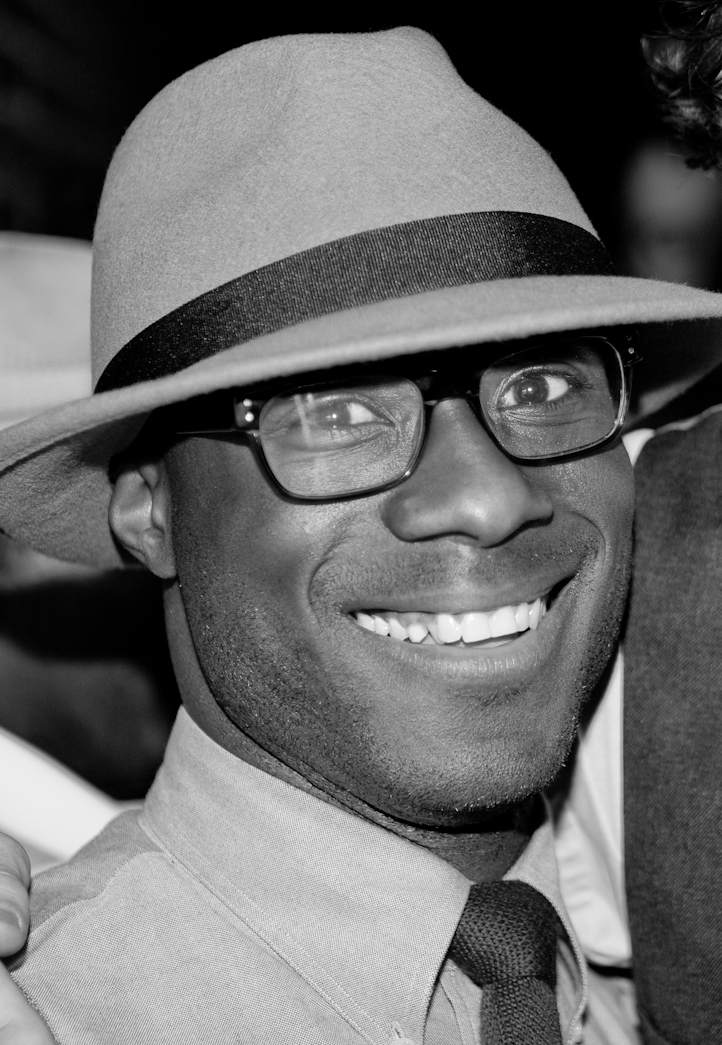
Barry Jenkins

Co-produite notamment par Brad Pitt et Amazon Prime Vidéo, la série est réalisée par Barry Jenkins, également auteur du film Moonlight, récompensé par l'Oscar du meilleur film en 2017, ainsi que de Si Beale Street pouvait parler, sorti en salle en 2019.

## Contexte

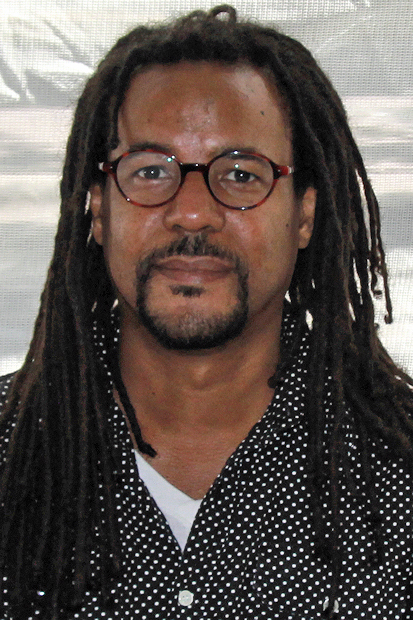
Colson Whitehead

La série est une adaptation du roman éponyme, Underground Railroad, écrit par Colson Whitehead, publié le 16 août 2016 dans sa version originale et le 23 août 2017, en version française. En 2017, cet ouvrage est récompensé par le Prix Pulitzer de fiction, le National Book Award, ainsi que le Prix Arthur-C.-Clarke.
Barry Jenkins reste fidèle à l’atmosphère du livre et évite toute forme de complaisance vis-à-vis de la violence visuelle. Selon lui, « Le besoin de dire la vérité sans être dévoré par sa barbarie […] a été la tâche la plus difficile de [sa] carrière artistique ». Il prévient, dans un entretien, qu'il y a « des images dures dans ce programme, des images qui parlent franchement des injustices infligées à mes ancêtres pendant la grande construction de ce pays… ».

## Synopsis
À travers le destin de Cora, née esclave dans une plantation de coton en Géorgie, cette série de fiction en dix épisodes raconte un pan de l'histoire de l'esclavage et de son abolition aux États-Unis. Inspiré de la réalité historique, le récit du périple de cette jeune femme se déroule entre 1800 et 1860, période durant laquelle un réseau d'évasion clandestin, mis en place et géré par des abolitionnistes, permet à des dizaines de milliers de personnes de fuir les plantations où elles sont retenues en esclavage. Le roman et la série proposent de rendre réelle la métaphore relative à ce réseau, qui dans la réalité, n’abritait aucun train.

## Fiche technique
Sauf indication contraire, les informations mentionnées dans cette section peuvent être confirmées par la base de données cinématographiques IMDb,  présente dans la section « Liens externes ».
- Titre original : The Underground Railroad
- Création et réalisation : Barry Jenkins
- Musique : Nicolas Britell
- Production : Barry Jenkins, Adèle Romanski, Marc Ceryak, Brad Pitt, Dede Gardner, Jérémy Kleiner, Richard Heus, Colson Whitehead
- Société de production : Amazon Studios, Big Indie Pictures, PASTEL, Plan B Entertainment
- Distribution : Amazon Prime Video
- Pays d'origine : États-Unis
- Langue originale : anglais
- Format : couleur
- Genres : drame historique, adaptation
- Durée des épisodes : entre 20 et 77 minutes
- Durée totale : 9 heures 53 minutes
- Date de première diffusion : 14 mai 2021, sur Amazon Prime Vidéo

## Distribution
Selon Barry Jenkins, « la distribution relève du hasard, mais c’est aussi la preuve flagrante que l’esclavage et le colonialisme sont universels ».

### Acteurs principaux
- Thuso Mbedu (VF : Déborah Claude) : Cora Randall
- Aaron Pierre : Caesar Garner
- William Jackson Harper (VF : Diouc Koma) : Royal
- Sheila Atim (VF : Virginie Emane) : Mabel
- Joel Edgerton (VF : Jérôme Pauwels) : Arnold Ridgeway
- Chase W. Dillon : Homer
- Fred Hechinger : Arnold Ridgeway, jeune

### Acteurs secondaires
- Lucius Baston (en) : Prideful
- Mychal-Bella Bowman (VF : Clara Quilichini) : Fanny Briggs / Grace
- Bri Collins : Olivia
- Peter de Jersey (en) (VF : Rody Benghezala) : John Valentine
- Marcus MJ Gladney Jr. (VF : Jhos Lican) : Ellis
- Amber Gray (en) : Gloria Valentine
- Owen Harn : Chandler
- Damon Herriman : Martin
- Chukwudi Iwuji : Mingo
- Ryan James : Red
- Jim Klock (VF : Arnaud Arbessier) : Tom Hardman
- Justice Leak (en) : James Randall
- Cullen Moss : Juge Smith
- Peter Mullan : père d'Arnold Ridgeway
- Will Poulter : Sam
- Lily Rabe : Ethel Wells
- IronE Singleton : Mack
- Benjamin Walker : Terrance Randall

et Gris Ambre, Sheila Atim, Megan Boone, Déjà Dee, LaChanze, Sam Malone, Abigail Ngoubei Achiri, Jeff Pape, David Wilson Barnes.

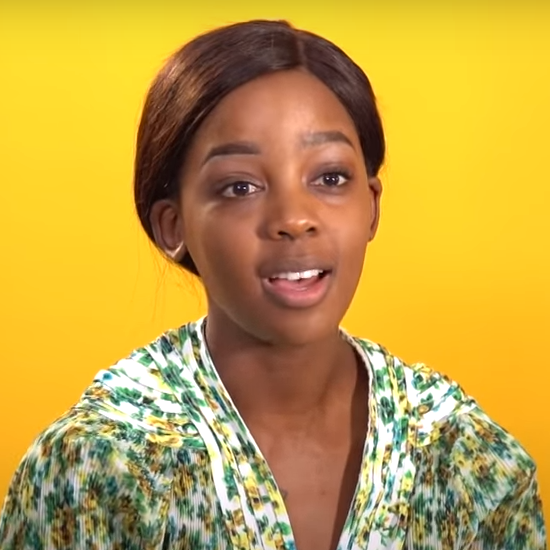
Thuso Mbedu
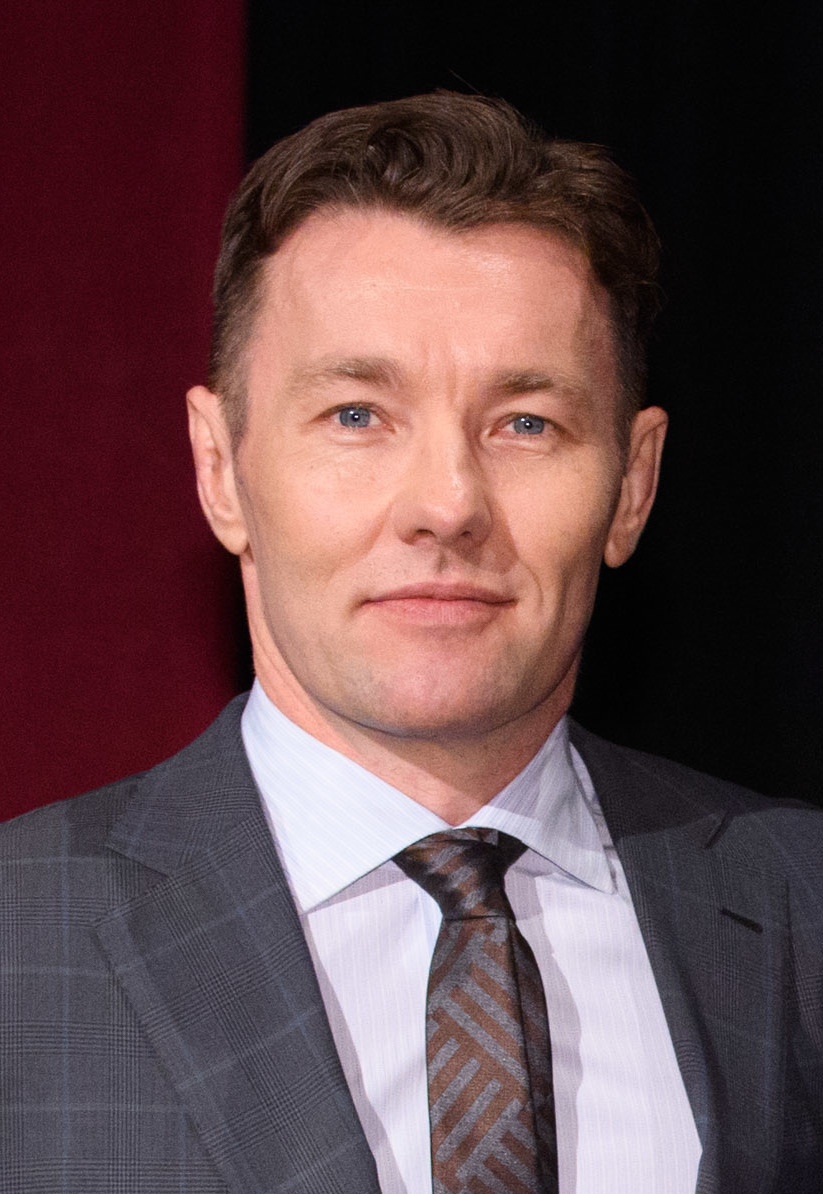
Joel Edgerton

 Source et légende : version française (VF) sur RS Doublage

## Production

### Développement
Le 16 septembre 2016, Barry Jenkins annonce qu'il adaptera le roman de Colson Whitehead, Underground Railroad, puis Barry Jenkins et Adele Romanski annoncent qu'ils produiront la série, en partenariat avec la société de production Plan B Entertainment. Le 27 mars 2017, Amazon Prime Video informe qu'elle produira et diffusera la série et, le 5 juin 2018, annonce que Barry Jenkins réalisera l'ensemble des épisodes de la série.
En juin 2019, Nicholas Britell annonce qu'il compose la musique de la série.

### Casting
En avril 2019, les comédiens Thuso Mbedu, Chase W. Dillon, Aaron Pierre et Joel Edgerton rejoignent le casting de la série ; puis, c'est au tour de Damon Herriman et William Jackson Harper, en août 2019, ; Lucius Baston, en septembre 2019 ; Amber Gray, en octobre 2019 ; Jim Klock, en novembre 2019 ; Lily Rabe en janvier 2020  ; puis Fred Hechinger et le reste de la distribution sont annoncés, en février 2020,.

### Tournage
La série est tournée en Géorgie, aux États-Unis. En août 2019, le tournage débute dans les villes de Richmond Hill et Savannah. Il se poursuit en janvier 2020, à Dawsonville. D'autres parties du tournage se déroulent en février 2020, à Macon, à la gare terminale du centre-ville, ainsi qu'à Newborn.
Le 22 septembre 2020, Barry Jenkins annonce que le tournage est terminé.

## Diffusion
Après plusieurs semaines de diffusion de teasers, Amazon Prime Video met en ligne, le 25 février 2021, la bande-annonce officielle de la série. Le 14 mai 2021, la série est diffusée sur la plate-forme.

## Épisodes
1. Chapitre 1 : Géorgie (Chapter 1 : Georgia)
2. Chapitre 2 : Caroline du Sud (Chapter 2 : South Carolina)
3. Chapitre 3 : Caroline du Nord (Chapter 3 : North Carolina)
4. Chapitre 4 : Le Grand Esprit (Chapter 4 : The Great Spirit)
5. Chapitre 5 : Tennessee - Exode (Chapter 5 : Tennessee - Exodus)
6. Chapitre 6 : Tennessee - Proverbes (Chapter 6 : Tennessee - Proverbs)
7. Chapitre 7 : Fanny Briggs (Chapter 7 : Fanny Brigss)
8. Chapitre 8 : Indiana, Automne (Chapter 8 : Indiana Autumn)
9. Chapitre 9 : Indiana, Hiver (Chapter 9 : Indiana Winter))
10. Chapitre 10 : Mabel (Chapitre 10 : Mabel)

### Liste des épisodes
Tous les épisodes sont réalisés par Barry Jenkins.

#### Chapitre 1: Géorgie
- Durée : 68 minutes
- Scénario : Barry Jenkins
- Synopsis : Cora et César fuient le domaine Randall et changent le cours de leurs vies. Ils découvrent l'impossible : un chemin de fer souterrain qui les embarque dans un long périple, révélateur du véritable visage des États-Unis.

#### Chapitre 2: Caroline du Sud
- Durée : 66 minutes
- Scénario : Jacqueline Hoyt et Nathan C. Parker
- Synopsis : La ville de Griffin, en Caroline du Sud, qui semble être un paradis de tolérance, cache en réalité de terribles secrets. Arnold Ridgeway se lance à la poursuite de Cora « Bessie » et César « Christian ».

#### Chapitre 3: Caroline du Nord
- Durée : 70 minutes
- Scénario : Allison Davis
- Synopsis : En Caroline du Nord, Cora arrive dans une petite ville où règne l'intolérance. Pour survivre, elle se cache chez un couple abolitionniste, où sa présence met en danger toute la maisonnée.

#### Chapitre 4: Le Grand Esprit
- Durée : 40 minutes
- Scénario : Adrienne Rush
- Synopsis : Le jeune Arnold Ridgeway grandit en testant sa foi dans le Grand Esprit.

#### Chapitre 5: Tennessee - Exode
- Durée : 61 minutes
- Scénario : Nathan C. Parker
- Synopsis : Capturée par Ridgeway, Cora parcourt le désert infernal qu'est alors le Tennesse. Elle traverse cette épreuve aux côtés de Jasper, un homme au cœur pur, lui aussi prisonnier.

#### Chapitre 6: Tennessee - Proverbes
- Durée : 59 minutes
- Scénario : Barry Jenkins et Nathan C. Parker
- Synopsis : Arnold Ridgeway rentre chez lui, où il affronte un passé qui ne passe pas. Cora rencontre Royal, un homme libre qui lui redonne espoir.

#### Chapitre 7: Fanny Briggs
- Durée : 20 minutes
- Scénario : Jihan Crowther
- Synopsis : Le feu dévore tout.

#### Chapitre 8: Indiana, Automne
- Durée : 66 minutes
- Scénario : Jacqueline Hoyt
- Synopsis : Royal emmène Cora à la Ferme Valentine, un domaine viticole où il est possible de vivre libre et de prospérer.

#### Chapitre 9: Indiana, Hiver
- Durée : 77 minutes
- Scénario : Barry Jenkins
- Synopsis : À la Ferme Valentine, la présence de Cora, recherchée pour meurtre, crée des tensions. La violence se déchaîne.

#### Chapitre 10: Mabel
- Durée : 58 minutes
- Scénario : Barry Jenkins et Jacqueline Hoyt
- Synopsis : Le début et la fin du récit se confondent, pour la mère et la fille.

## Accueil

### Public
En juin 2021, sur le site Allociné, la série reçoit une note moyenne de 3.6 sur 5, par les spectateurs.

### Presse
À sa sortie, la série est saluée par la presse internationale. C'est « un splendide voyage à travers la face sombre de l’Amérique » pour le magazine américain Rolling Stone et « une extraordinaire adaptation du roman de Colson Whitehead » pour le quotidien britannique The Guardian.
Pour le quotidien américain The New York Times, cette série est la plus ambitieuse proposition télévisée depuis la diffusion de la série Racines (Roots), en 1977. Selon ce média, le projet a nécessité 116 jours de tournage, dont certains ont coûté 1,5 million de dollars l’unité.
Le quotidien français Le Monde salue la magistrale adaptation du roman de Colson Whitehead.
Pour l'hebdomadaire Télérama, la série débute par un « instant de poésie pure comme il y en a beaucoup dans cette transposition stylisée, à la fois personnelle et empreinte de gravité, du roman ».
Pour Le Parisien, la série est d’une violence parfois insoutenable, mais passionnante et monumentale ; « Barry Jenkins accompagne son propos d’une réalisation très stylisée, entre jeux de lumière, obscurité assumée et ralentis. La beauté des plans sur les champs de coton contraste avec la dureté du récit. Et comme pour happer plus encore le spectateur, les acteurs fixent parfois la caméra dans des plans fixes troublants ».
France 24 salue les lumières éblouissantes, la caméra virtuose et un remarquable travail sonore.